# Larwa Pandory
Larwa Pandory – rodzaj larwy w cyklu życiowym lejkogębców.

## Budowa
Larwa Pandory mierzy około 102 μm długości. Jej ciało ma kształt jajowaty. W przedniej jego części znajdują się rzęski, umożliwiające larwie Pandory poruszanie się. W środku jej ciała znajduje się pączek, który w przyszłości da początek nowej formie troficznej. Larwa Pandory nie przyjmuje pokarmu.

## Rola w cyklu życiowym
Larwy Pandory przychodzą na świat drogą rozmnażania bezpłciowego, powstają z osobników troficznych. Rozwijają się w komorach rozrodczych (brood chamber) w ich ciele. Mianowicie osobnik troficzny ma otwór odbytowy, przez który rozwijająca się dotychczas w obrębie jego ciała larwa może wydostać się na zewnątrz. Po wydostaniu się odbywa podróż do szczecinek na narządzie gębowym homara bądź homarca, na których to skorupiakach bytują lejkogębce. Następnie większa część ciała larwy degeneruje. Pozostaje pączek wewnętrzny, który daje początek osobnikowi troficznemu. Z osobnika tego powstać mogą kolejne larwy Pandory. Wynika z tego wniosek, że lejkogębce rozmnażać się mogą bezpłciowo. Co więcej, jest to szybki rozród. Rozmnażanie płciowe pojawia się wraz z linieniem gospodarza.